# Тит Квінкцій Криспін Сульпіціан
Тит Кві́нкцій Криспі́н Сульпіціа́н (? — після 2 року до н. е.) — політичний і державний діяч Римської імперії, консул 9 року до н. е.

## Життєпис
Походив з патриціанського роду Квінкціїв. Син Тита Квінкція Криспіна та Сульпіції. 18 року до н. е. став монетарієм. 9 року до н. е. обрано консулом разом з Децимом Клавдієм Друзом. Під час своєї каденції став автором закону про впорядкування будівництва та користування водопроводами Риму. У цьому ж році взяв участь в освяченні Вівтаря Миру. Сульпіціан був одним з коханців Юлії Старшої, тому у 2 році до н. е. його було відправлено імператором Августом у заслання.

## Родина
- Тит Квінкцій Криспін Валеріан, консул-суффект 2 року н. е.